# Панков Микола Олександрович
Панков Микола Олександрович — циганський поет і перекладач.
Народився 1895 р. в Петербурзі. Вчився у церковно-приходському училищі. Працював на телеграфі, у конторі нотаріуса, санітаром. З 1926 р. друкувався у пресі.
Брав активну участь у створенні циганської писемності. Зачинатель поезії циганською мовою, літературний редактор циганських видань, автор низки підручників для циганських шкіл і один з найенергійніших учасників у справі створення і організації циганської друку.
Переклав багато творів циганською мовою.
Автор сценарію фільму «Суддя Рейтанеску» 1929 р. (інші назви — «Суддя Рейтан», «Двійник», режисер Фавст Лопатинський).